# Bernbruch (Grimma)
Bernbruch ist ein zur Ortschaft Großbardau der Großen Kreisstadt Grimma gehöriges Dorf im Landkreis Leipzig in Sachsen. Es wurde am 1. Januar 1974 nach Großbardau eingemeindet, mit dem es am 1. Januar 2006 zur Stadt Grimma kam.

## Geographie

### Geographische Lage
Bernbruch liegt südwestlich von Grimma im Sächsischen Burgen- und Heideland, am Nordwestrand des Glastener Forsts. Nördlich von Bernbruch befindet sich das Frauenholz, in dem der Schnellbach entspringt. Östlich von Bernbruch befindet sich der Oberlauf der Parthe.

### Nachbarorte
| Großbuch   |                                             | Großbardau  |
| Lauterbach | Kompassrose, die auf Nachbargemeinden zeigt | Kleinbardau |
|            | Etzoldshain                                 | Glasten     |

## Geschichte

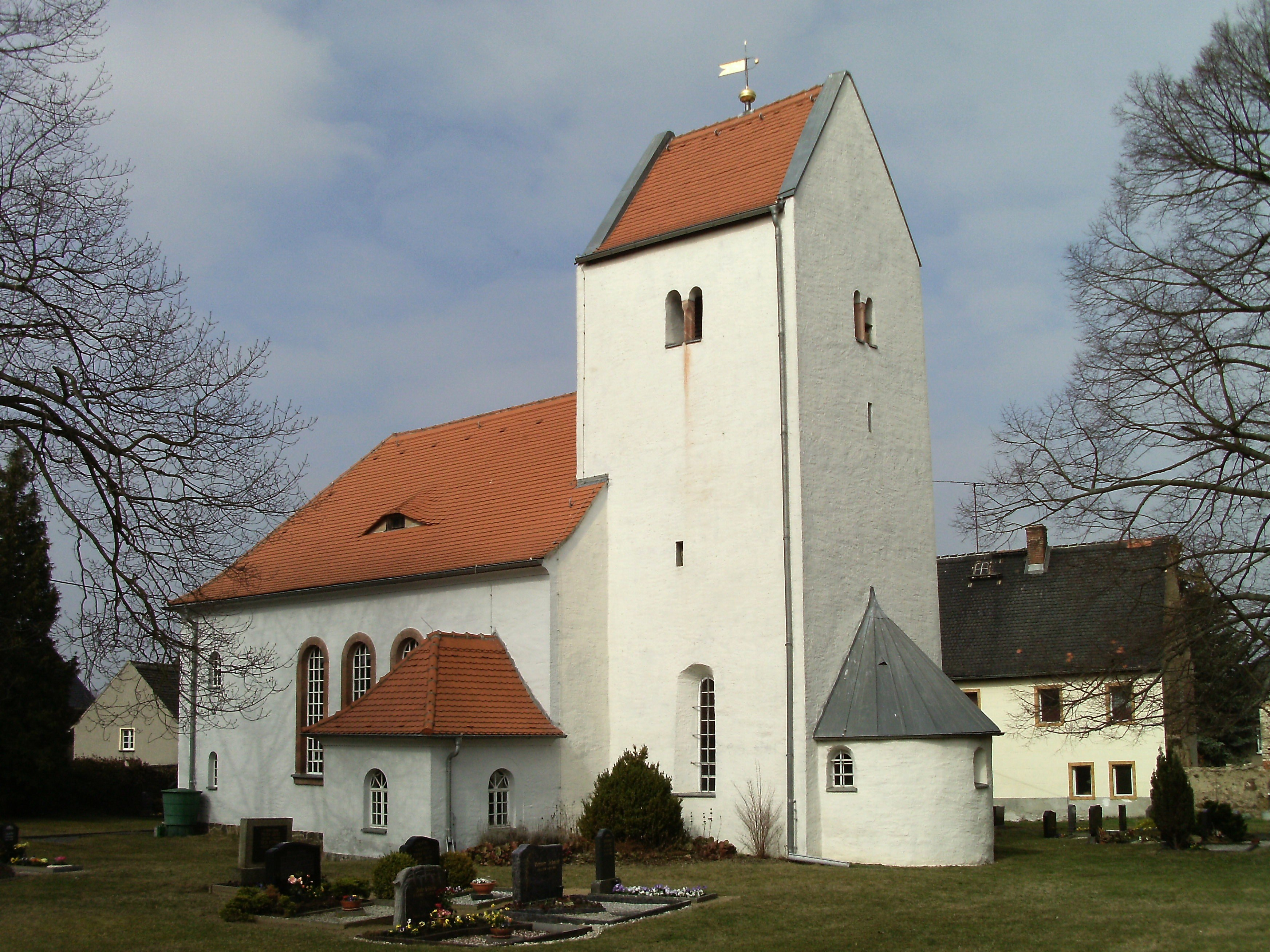
Kirche in Bernbruch

Urkundlich wurde das Platzdorf Bernbruch im Jahr 1253 das erste Mal als „Bernbruch“ genannt. Der Ortsname bedeutet „Siedlung im Bruch, die einem Mann namens Bero gehört“. Weitere Nennungen waren:
- 1269: Berenbruch
- 1289: Berrnbruch
- 1335: Bernebruch
- 1378: Bernbruch
- 1875: Bernbruch b. Grimma (Bernbach)

Bernbruch lag um 1394 in der Pflege Naunhof, die im Jahr 1487 mit dem Erbamt Grimma vereinigt wurde. Die Kirche von Bernbruch wurde erstmals im Jahr 1289 erwähnt. Sie war bis 1932 eine Filialkirche von Großbuch, seitdem von Großbardau. Der in Bernbruch existierende Klosterhof wurde infolge der Reformation und Säkularisation nach 1525 in ein Rittergut umgewandelt, welches dem Landesherren, den Kurfürsten Johann Friedrich von Sachsen (1525–1554) unterstand. Dieser verkaufte Bernbruch im Jahr 1543 mit weiteren Orten an Hans von Ponickau auf Pomßen. Bezüglich der Grundherrschaft gehörte Großbuch somit um 1551 zum Rittergut Pomßen, ab 1590 als Amtsdorf zum kursächsischen Amt Colditz. Das Rittergut Bernbruch kam im Jahr 1587 an den sächsischen Kurfürsten  Christian I. von Sachsen, der in dem Anwesen ein Kammergut einrichtete. Dieses verblieb bis 1834 beim sächsischen Staat, bis es wieder in Privathand kam.
Bernbruch gehörte bis um 1835 zum kurfürstlich-sächsischen bzw. königlich-sächsischen Amt Colditz. Danach erfolgte die Umgliederung der Orte Kleinbardau, Großbuch und Bernbruch an das Erbamt Grimma. Bei den im 19. Jahrhundert im Königreich Sachsen durchgeführten Verwaltungsreformen wurden die Ämter aufgelöst. Dadurch kam Bernbruch im Jahr 1856 unter die Verwaltung des Gerichtsamts Lausick und 1875 an die neu gegründete Amtshauptmannschaft Grimma. Das Rittergut Bernbruch besaß ab 1901 Emil Boden. Seine Familie wurde im Zuge der Bodenreform in der Sowjetischen Besatzungszone ab 1945 enteignet.
Durch die zweite Kreisreform in der DDR im Jahr 1952 wurde die Gemeinde Bernbruch dem Kreis Grimma im Bezirk Leipzig angegliedert. Am 1. Januar 1974 erfolgte die Eingemeindung nach Großbardau, als dessen Ortsteil Bernbruch seit 1990 zum sächsischen Landkreis Grimma gehörte, der 1994 im Muldentalkreis bzw. 2008 im Landkreis Leipzig aufging. Seit der Eingemeindung der Gemeinde Großbardau nach Grimma am 1. Januar 2006 bildet Bernbruch einen von vier Ortsteilen der Ortschaft Großbardau der Großen Kreisstadt Grimma.

### Entwicklung der Einwohnerzahl
| Jahr    | Einwohnerzahl                                        |
| ------- | ---------------------------------------------------- |
| 1548/51 | 21 besessene Mann, 12 Inwohner, 12 Hufen             |
| 1764    | 16 besessene Mann, 6 Gärtner, 4 Häusler, 7 1⁄2 Hufen |
| 1834    | 217                                                  |
| 1871    | 254                                                  |

| Jahr | Einwohnerzahl |
| ---- | ------------- |
| 1890 | 230           |
| 1910 | 235           |
| 1925 | 240           |
| 1939 | 249           |

| Jahr | Einwohnerzahl |
| ---- | ------------- |
| 1946 | 356           |
| 1950 | 318           |
| 1964 | 273           |

## Sehenswürdigkeiten

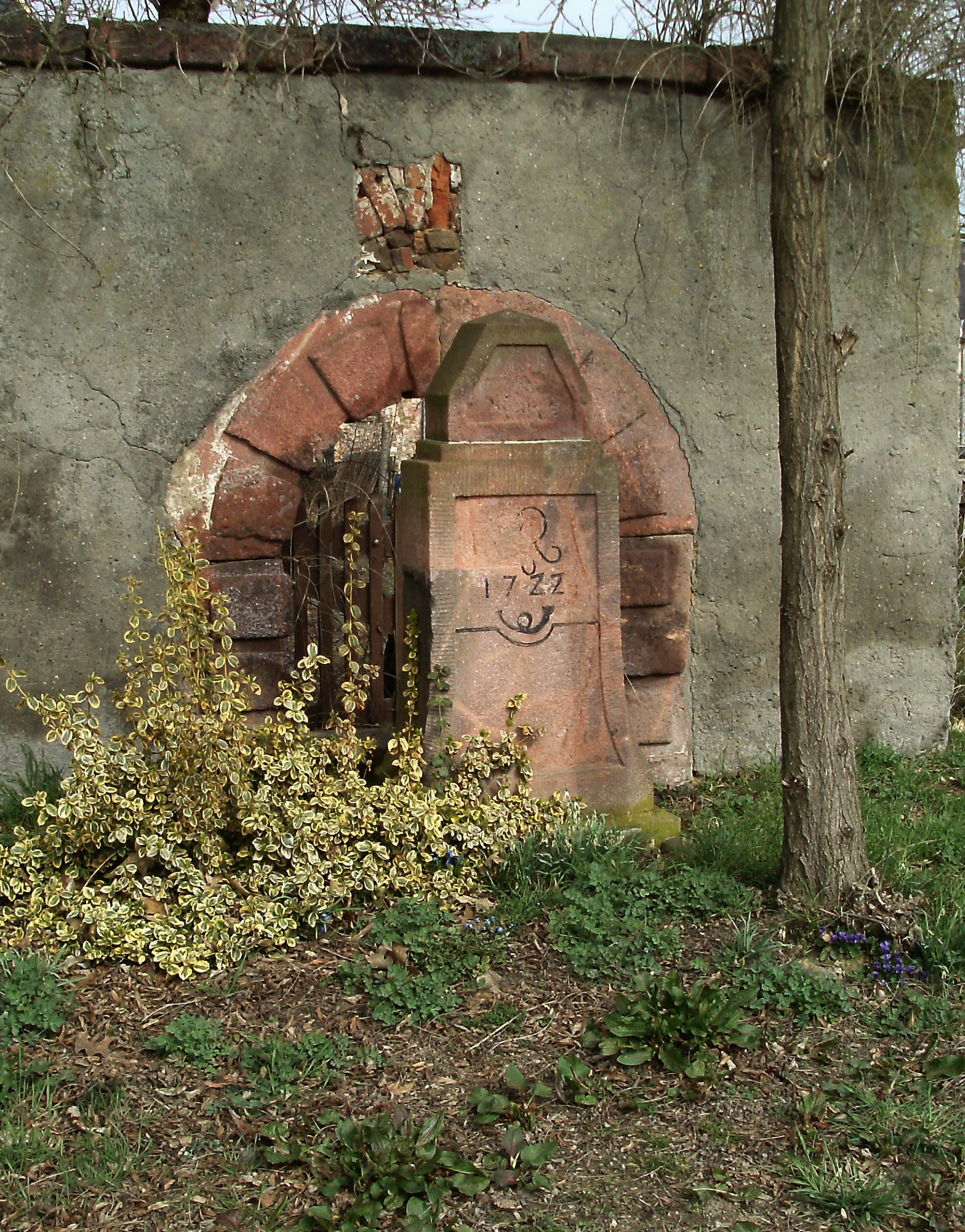
Viertelmeilenstein in Bernbruch

- die Kirche des Ortes stammt aus der Zeit um 1200 und ist eine romanische Chorturmkirche